# Al Ain FC (Superleague Formula)
Al Ain FC was een racingteam uit de Verenigde Arabische Emiraten dat deelnam aan de Superleague Formula. Het team is gebaseerd op de voetbalclub Al Ain FC dat deelneemt aan de Liga van de Verenigde Arabische Emiraten.

## 2008 en 2009
Al Ain FC finishte als 12e in het eerste seizoen van de SF met als coureurs Andreas Zuber, Bertrand Baguette, Paul Meijer (die de tweede race op Estoril won) en Dominick Muermans en als constructeur Azerti Motorsport. In het tweede seizoen zou Giorgio Pantano eigenlijk deelnemen, maar toen werd bekend dat Al Ain niet zou terugkeren. Enkele dagen later werden ze weer op de startlijst geplaatst en namen ze deel aan de eerste 2 weekenden van het seizoen, met de Spanjaard Miguel Molina in ronde 1 en de Argentijn Esteban Guerrieri in ronde 2. Het team werd nu gerund door Ultimate Motorsport. Ondanks dat Guerrieri de tweede race op Zolder won, werden ze vervangen door Sevilla FC vanaf ronde 3. Ook zij zullen gerund worden door Ultimate Motorsport.
Actief in 2011: RSC Anderlecht · Atlético Madrid · Team Australië · Team Brazilië · Team China · Team Engeland · Galatasaray SK · Girondins de Bordeaux · Team Japan · Team Luxemburg · Team Nederland · Team Nieuw-Zeeland · PSV Eindhoven · Team Rusland · Sparta Praag · Team Zuid-Korea
Niet actief: Al Ain FC · FC Basel · Beijing Guoan · Borussia Dortmund · SC Corinthians Paulista · Clube de Regatas do Flamengo · Liverpool FC · FC Midtjylland · AC Milan · Olympiakos Piraeus · Olympique Lyonnais · FC Porto · Glasgow Rangers · AS Roma · Sevilla FC · Sporting Clube de Portugal · Tottenham Hotspur FC